# Xinzhan
Xinzhan är en ort i Kina. Den ligger i provinsen Guizhou, i den sydvästra delen av landet, omkring 190 kilometer norr om provinshuvudstaden Guiyang. Antalet invånare är 2 400.